# معمر سوراکا

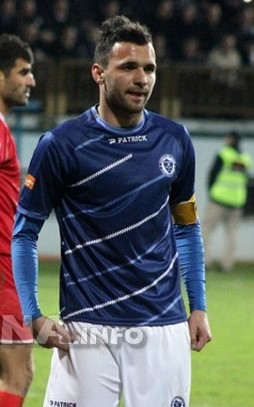
معمر سوراکا - ۲۰۱۳

معمر سوراکا (انگلیسی: Muamer Svraka؛ زادهٔ ۱۴ فوریهٔ ۱۹۸۸) یک بازیکن فوتبال اهل بوسنی و هرزگوین است که برای باشگاه فوتبال پیکان تهران بازی می‌کند.
وی همچنین در تیم ملی فوتبال بوسنی و هرزگوین بازی کرده است.